# Saraiu (localidad de Constanța)
Saraiu es una localidad rumana de la comuna homónima, en el condado de Constanța.

## Toponimia
El nombre de la localidad puede encontrarse escrito con grafías como Sarai, Saraiu y Saray.

## Historia
Hacia finales del siglo XIX la localidad, que ya por entonces pertenecía al condado de Constanța, formaba parte de la comuna homónima de Sarai y tenía contabilizada una población de 1070 habitantes, casi todos rumanos.
En la segunda mitad del siglo XX seguía formando parte de la comuna homónima. En el censo de 2021 la localidad tenía una población de 610 habitantes.